# Samuel Whitbread (Politiker, 1830)

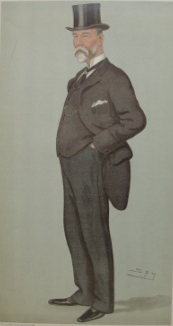
Samuel Whitbread-Karikatur von Spy (Leslie Ward) aus der Vanity Fair.

Samuel Whitbread (* 5. Mai 1830; † 25. Dezember 1915) war ein britischer Politiker.

## Leben
Samuel Whitbread war ein Sohn von Samuel Charles Whitbread und dessen erster Frau Juliana (geborene Trevor; † 13. Oktober 1858). Er wuchs zusammen mit fünf Geschwistern, zwei Brüdern und drei Schwestern, auf. Er besuchte das Internat Rugby School in der englischen Grafschaft Warwickshire, eine der renommiertesten und ältesten Privatschulen des Landes, sowie danach das Trinity College der University of Cambridge. 
Whitbread war Justice of the Peace und Deputy Lieutenant in der Grafschaft Bedfordshire. Von 1852 bis 1895 vertrat er den Wahlkreis Bedford im House of Commons. In der Vergangenheit hatte bereits mehrere Mitglieder der Familie Whitbread diesen Wahlkreis im Unterhaus vertreten. Von Juli 1859 bis März 1863 war Whitbread Civil Lord in der Admiralität. 1879 wurde er Partner in der von seinem Urgroßvater gegründeten Brauerei.
1855 heiratete er Lady Isabella Charlotte Pelham (1836–1916), die Tochter von Henry Pelham, 3. Earl of Chichester. Aus der Ehe gingen Söhne hervor. Sein Sohn Samuel Howard Whitbread wurde später ebenfalls Abgeordneter.